# Université de la Vallée d'Aoste
L'université de la Vallée d'Aoste (en italien : Università della Valle d'Aosta) est une université italienne, également francophone, siégeant à Aoste, dans la région autonome Vallée d'Aoste. 

## Siège
Le siège du rectorat et les bureaux administratif sont situés sur la colline d’Aoste, chemin des Capucins, dans le bâtiment de l'ancien petit séminaire, tandis que les cours se tiennent dans le nouveau campus situé dans le centre-ville d'Aoste, place de la République. Un siège secondaire se trouvait jusqu'en 2024 dans la zone commerciale de Saint-Christophe, en localité Grand-Chemin. Un troisième siège administratif se situe dans le bâtiment de l'ancien hôtel Ambassador, rue Duc des Abruzzes, à Aoste (quartier Saint-Roch).
En 2007, la Région autonome Vallée d'Aoste signe un accord avec le Ministère de la Défense italien pour la cession de la caserne Testafochi d’Aoste, autrefois siège de l’École militaire alpine, située dans le centre-ville (place de la République), dans le but d’y créer un campus. Le projet est confié à l'architecte Mario Cucinella en 2010. Les travaux, qui comprennent entre autres la démolition de l'ancienne caserne Zerboglio, sont entamés en 2013 et remis en décembre 2023. Le jardin du campus est intitulé Jardin de l'Autonomie et inauguré en juillet 2024. L'inauguration du campus a lieu le 7 septembre 2024 à l'occasion de la visite officielle du Président de la République Sergio Mattarella. Le campus est actif depuis l'année académique 2024-2025.

## Historique
Inaugurée en janvier 1999 par le président de la Région autonome, sa fondation date du 18 septembre 2000, lorsque la Junte régionale approuve le projet du Comité promoteur et du Comité scientifique.
L’autorisation du Ministère de la Culture italien pour délivrer des diplômes universitaires date du 31 octobre 2000, lorsque le ministre de l’Université et de la Recherche scientifique promulgue le décret d’autorisation pour délivrer des diplômes valables légalement, publié sur le Bulletin officiel le 13 novembre 2000.
 
Les premiers cours sont organisés pour l’année académique 1999-2000. 
La création de ce pôle universitaire, débattu pendant une longue période, a été rendu nécessaire par deux raisons : d’une part, à cause de l’introduction en Italie de l’obligation d’un diplôme universitaire pour exercer la profession de instituteur d’école primaire ; et d’autre part, pour créer une institution universitaire bilingue italien-français, n’obligeant ainsi plus les Valdôtains à devoir choisir parmi les pôles de Turin ou de Chambéry, voire de Grenoble, et par conséquent pour garantir la formation d’enseignants valdôtains.

## L'université
Les facultés disponibles sont actuellement : 
- Sciences de l'économie et de la gestion d’entreprise
- Sciences et techniques psychologiques
- Sciences de la formation primaire
- Langues et communication pour l'entreprise et le tourisme
- Sciences politiques et des relations internationales